# 伯蒂尔·希勒
伯蒂尔·希勒（英語：Bertil Hille，1940年10月10日—），出生于康涅狄格州纽黑文，美国生物学家、华盛顿大学教授。

## 经历
他是埃纳尔·希勒的儿子。1962年在耶鲁大学获动物学学士学位。1967年，他在纽约市洛克菲勒大学毕业获生命科学博士博士学位。后来在英国剑桥大学做博士后研究。希勒1968年成为西雅图华盛顿大学生理学和生物物理学助理教授，并在1974年成为正教授。

## 学术研究
希勒对离子通道做了基础性探索，用青蛙的轴突做了大量实验。在20世纪60年代初，希勒假设离子通道的存在，并认为它们能在一定的条件下打开，然后再次关闭。他还探讨了相应的离子大小的离子通道大小之间的关联性。在20世纪70年代，他用局部麻醉剂对离子通道的作用进行了研究。他的作品也是理解为什么药物可以触发或治疗心脏节律紊乱的根本。

## 奖项和荣誉
1996年获霍维茨奖、1998年入选美国国家科学院、1999年获拉斯克基础医学研究奖、2001年获盖尔德纳国际奖。